# Кампінго-Сібанде
Кампі́нго-Сіба́нде (англ. Kampingo Sibande) — традиційна громада у складі дистрикту Мзімба Північного регіону Малаві.
Населення — 68719 осіб (2018).